# Diocesi di Concepción
La diocesi di Concepción (in latino Dioecesis Sanctissimae Conceptionis in Argentina) è una sede della Chiesa cattolica in Argentina suffraganea dell'arcidiocesi di Tucumán. Nel 2023 contava 313.200 battezzati su 427.600 abitanti. È retta dal vescovo José Antonio Díaz.

## Territorio
La diocesi comprende otto dipartimenti della provincia di Tucumán: Chicligasta, Graneros, Juan Bautista Alberdi, La Cocha, Leales, Monteros, Río Chico e Simoca.
Sede vescovile è la città di Concepción, dove si trova la cattedrale dell'Immacolata Concezione.
Il territorio si estende su 10.000 km² ed è suddiviso in 22 parrocchie.

## Storia
La diocesi è stata eretta il 12 agosto 1963 con la bolla Condere dioecesim di papa Paolo VI, ricavandone il territorio dall'arcidiocesi di Tucumán.

## Cronotassi dei vescovi
Si omettono i periodi di sede vacante non superiori ai 2 anni o non storicamente accertati.
- Juan Carlos Ferro † (12 agosto 1963 - 7 marzo 1980 deceduto)
- Jorge Arturo Meinvielle, S.D.B. † (8 novembre 1980 - 23 aprile 1991 nominato vescovo di San Justo)
- Bernardo Enrique Witte, O.M.I. † (8 luglio 1992 - 28 luglio 2001 ritirato)
- Armando José María Rossi, O.P. (28 luglio 2001 succeduto - 19 marzo 2020 ritirato)
- José Melitón Chávez † (19 marzo 2020 succeduto - 25 maggio 2021 deceduto)
- José Antonio Díaz, dal 26 giugno 2021

## Statistiche
La diocesi nel 2023 su una popolazione di 427.600 persone contava 313.200 battezzati, corrispondenti al 73,2% del totale.
| anno | popolazione | popolazione | popolazione | presbiteri | presbiteri | presbiteri | presbiteri                | diaconi | religiosi | religiosi | parrocchie |
| anno | battezzati  | totale      | %           | numero     | secolari   | regolari   | battezzati per presbitero | diaconi | uomini    | donne     | parrocchie |
| ---- | ----------- | ----------- | ----------- | ---------- | ---------- | ---------- | ------------------------- | ------- | --------- | --------- | ---------- |
| 1965 | 10.000      | 300.000     | 3,3         | 20         | 20         |            | 500                       |         |           | 38        | 13         |
| 1970 | ?           | 280.000     | ?           | 22         | 22         |            | ?                         |         |           | 35        | 16         |
| 1976 | 275.500     | 290.000     | 95,0        | 20         | 20         |            | 13.775                    |         |           | 38        | 17         |
| 1980 | 288.700     | 303.800     | 95,0        | 17         | 17         |            | 16.982                    |         |           | 36        | 17         |
| 1990 | 334.000     | 351.000     | 95,2        | 25         | 22         | 3          | 13.360                    |         | 3         | 24        | 19         |
| 1999 | 285.000     | 300.000     | 95,0        | 32         | 32         |            | 8.906                     |         | 3         | 30        | 20         |
| 2000 | 270.000     | 300.000     | 90,0        | 29         | 25         | 4          | 9.310                     | 5       | 7         | 30        | 18         |
| 2001 | 270.000     | 300.000     | 90,0        | 33         | 29         | 4          | 8.181                     | 1       | 7         | 37        | 19         |
| 2002 | 210.000     | 300.000     | 70,0        | 33         | 30         | 3          | 6.363                     | 11      | 4         | 40        | 19         |
| 2003 | 210.000     | 300.000     | 70,0        | 33         | 31         | 2          | 6.363                     | 13      | 3         | 40        | 19         |
| 2004 | 220.500     | 315.000     | 70,0        | 35         | 32         | 3          | 6.300                     | 13      | 3         | 35        | 20         |
| 2006 | 291.600     | 320.000     | 91,1        | 36         | 34         | 2          | 8.100                     | 13      | 2         | 33        | 19         |
| 2013 | 305.400     | 343.000     | 89,0        | 30         | 29         | 1          | 10.180                    | 14      | 1         | 29        | 22         |
| 2016 | 301.000     | 411.000     | 73,2        | 29         | 29         |            | 10.379                    | 13      |           | 30        | 22         |
| 2019 | 310.400     | 423.800     | 73,2        | 27         | 27         |            | 11.496                    | 12      |           | 31        | 22         |
| 2021 | 316.290     | 432.000     | 73,2        | 27         | 27         |            | 11.714                    | 12      |           | 29        | 22         |
| 2023 | 313.200     | 427.600     | 73,2        | 25         | 25         |            | 12.528                    | 10      |           | 22        | 22         |